# Улица Авоту (Рига)
Улица А́воту (латыш. Avotu iela — «Ключевая») — улица в центральной части Риги. Начинается от перекрёстка улиц Марияс и Александра Чака с улицей Блауманя; фактически, является продолжением улицы Блауманя. Заканчивается возле церкви Святого Павла, у перекрёстка с улицей Лиенес, разделяясь на улицы Яня Асара и Августа Деглава. Общая длина улицы Авоту — 1259 метров.
Вместе с прилегающими улицами и кварталами образует микрорайон, также называемый «Улица Авоту», или «Авоты», относящийся к Латгальскому предместью.

## История формирования
Впервые упоминается в списке рижских улиц в 1810 году. Ранее здесь, в заболоченной низине бывшего притока Даугавы — Спекьупе (засыпанного в XIX веке) — располагались обширные сельскохозяйственные угодья.
Там же находился один из наиболее чистых источников питьевой воды в Риге, благодаря которому улица получила название Ключевой (нем. Sprenkstraße), под которым была известна во времена Российской империи. Первая часть улицы, от Романовской (ныне Лачплеша) до улицы Стабу, называлась Малой Ключевой, а её продолжение, вплоть до Песчаных горок, где впоследствии была построена церковь Святого Павла, носило название Большой Ключевой. Обе улицы были объединены в одну под общим названием Родниковая во второй половине XIX столетия. В 1885 году к ней был присоединён участок улицы Лиела Фурманю (Большой Ямской) от улицы Марияс (Мариинской) до Романовской (Лачплеша).

## Застройка
Архитектурный облик улицы Авоту формируют многоэтажные (пять-шесть этажей) жилые (доходные) дома, построенные преимущественно в начале XX столетия в стиле национального романтизма; фасады домов, спроектированных преимущественно с 1908 по 1915 годы, украшает оригинальный этнографический орнамент. При строительстве латышские мастера часто обращались к формам и мотивам, характерным для крестьянских изб, тем самым увековечивая этнографическое наследие в образцах городской архитектуры. Здесь же сохраняются образцы аутентичной двухэтажной деревянной застройки, часть которых находится в аварийном состоянии и нуждается в реставрации.
Дома № 20 и 22 входят в комплекс так называемого «Романовского базара».

## Транспорт
Движение на улице Авоту двустороннее, однако движение из центра в сторону улицы Лиенес разрешено только для общественного транспорта и велосипедистов.
Троллейбусы:
- 11 — Центральный вокзал — Улица Иерикю
- 13 — Центральный рынок — Улица Иерикю
- 22 — Центральный вокзал — Плявниеки

Автобусы:
- 13 — Станция Бабите — Клейсты — Пречу-2
- 50 — Улица Абренес — ТЭЦ-2

Ночной автобус:
- N6 — Центр — Плявниеки — Дрейлини

## Известные личности
- В доме 4 по улице Авоту 11 (24) октября 1911 года родился выдающийся артист советской эстрады Аркадий Райкин. Его отец, Исаак Давидович Райкин, был бракером по лесозаготовкам и работал в предприятии, принадлежавшем Менделю Берману, отцу философа Исайи Берлина, также родившегося в Риге до Первой мировой войны. В 2001 году на этом доме была установлена памятная доска.
- В доме 6 проживали дедушка и бабушка поэта Осипа Мандельштама, к которым тот неоднократно приезжал до Первой мировой войны. Дед О. Э. Мандельштама по отцу, Беньямин Зунделович, занимался выделкой кож. Любопытно, что двоюродный брат поэта, известный в Риге адвокат Беньямин Мандельштам (1907, Рига — после 1976, Канада) проживал неподалёку от улицы Авоту, на улице Блауманя (бывшая Большая Невская), в доме 16/18.
- Примечательно, что соседний дом (ул. Авоту, 8) проектировал рижский архитектор Пауль Мандельштам, являющийся, возможно, дальним родственником поэта (дед поэта и архитектор были родом из одного городка Жагоры).